# Balinais (langue)
Pour les articles homonymes, voir Balinais.
Le balinais est une langue parlée dans les îles indonésiennes de Bali, d'où vient son nom, et Lombok, ainsi que dans les communautés de « transmigrants » d'origine balinaise établies dans d'autres îles d'Indonésie, notamment dans l'est de l'île voisine de Java, dans la province de Lampung dans le sud de l'île de Sumatra, et dans la province de Sulawesi du Sud. En l'an 2000, on comptait 3 330 000 locuteurs, mais en 2013, ils ne seraient plus qu'environ 1 million. Des projets de revitalisation de la langue sont menés.

## Classification
Selon le linguiste Willem Adelaar (en), le balinais fait partie du sous-groupe malayo-sumbawien du groupe malayo-polynésien occidental des langues austronésiennes.
Le javanais l'est aussi et c'est pourquoi les Indonésiens considèrent couramment le balinais comme du javanais.